# Gastroxya benoiti
Gastroxya benoiti är en spindelart som beskrevs av Emerit 1973. Gastroxya benoiti ingår i släktet Gastroxya och familjen hjulspindlar. Inga underarter finns listade i Catalogue of Life.